# Francisco Maciel
Francisco Maciel García (ur. 1 lipca 1964 w Querétaro) – meksykański tenisista, reprezentant w Pucharze Davisa, olimpijczyk.

## Kariera tenisowa
Zawodowym tenisistą był w latach 1982–1992.
Nigdy nie wygrał turnieju rangi ATP World Tour. Był raz w finale imprez tego cyklu, w konkurencji gry pojedynczej.
Maciel 3 razy startował na igrzyskach olimpijskich, najpierw w turnieju demonstracyjnym w Los Angeles (1984), a potem w Seulu (1988) i Barcelonie (1992). W Seulu zagrał w konkurencji gry pojedynczej odpadając w 1 rundzie, natomiast w Barcelonie uczestniczył w zawodach singlowych i deblowych ponosząc porażki w 1 rundzie.
W latach 1982–1989 reprezentował Meksyk w Pucharze Davisa. Bilans tenisisty w singlu wynosi 13 zwycięstw i 11 porażek oraz 1 przegrana w deblu.
W rankingu gry pojedynczej najwyżej był na 35. miejscu (23 czerwca 1986), a w klasyfikacji gry podwójnej na 157. pozycji (16 września 1985).

### Finały w turniejach ATP World Tour
| Legenda                                      |
| -------------------------------------------- |
| Wielki Szlem                                 |
| Igrzyska olimpijskie                         |
| Tennis Masters Cup / ATP Finals              |
| ATP Masters Series / ATP Tour Masters 1000   |
| ATP International Series Gold / ATP Tour 500 |
| ATP International Series / ATP Tour 250      |

#### Gra pojedyncza (0–1)
| Końcowy wynik | Nr | Data            | Turniej | Nawierzchnia | Przeciwnik       | Wynik finału |
| ------------- | -- | --------------- | ------- | ------------ | ---------------- | ------------ |
| Finalista     | 1. | 22 czerwca 1986 | Ateny   | Ceglana      | Henrik Sundström | 0:6, 5:7     |